# Ilya Prigogine
Vicontele Ilya Romanovich Prigogine (/ˈpriːɡoʊʒiːn, -ɡoʊdʒiːn/; în rusă Илья́ Рома́нович Приго́жин, transliterat: Ilia Romanovici Prigojin; n. 12/25 ianuarie 1917, Moscova, Imperiul Rus – d. 28 mai 2003, région métropolitaine de Bruxelles, Valonia, Belgia) a fost un chimist și fizician belgian de origine rusă, laureat al Premiului Nobel pentru chimie (1977) și cunoscut pentru activitatea sa în domeniul structurilor disipative, a sistemelor complexe și a ireversibilității.

## Biografie
Prigogine s-a născut în Moscova, cu câteva luni înainte de Revoluția Rusă din octombrie 1917, într-o familie de evrei. Tatăl lui, Roman (Ruvim Abramovici) Prigogine, era un inginer chimist ce preda la Școala Tehnică Imperială din Moscova, iar mama lui, Iulia Vihman, era pianistă. Pentru că familia a criticat noul sistem sovietic, a părăsit Rusia în 1921. Ei au mers mai întâi în Germania și în 1929, în Belgia, unde Prigogine a primit cetățenia belgiană în 1949. Fratele său, Alexandre Prigogine (1913-1991), a devenit un cunoscut ornitolog.
A fost membru a numeroase organizații științifice și a primit numeroase premii și diplome de onoare. În 1955, lui Ilya Prigogine i-a fost acordat Premiul Francqui pentru Științe Exacte. Pentru studiul său în termodinamica ireversibilă, el a primit în 1976 Medalia Rumford și în 1977 Premiul Nobel pentru chimie. În 1989, el a fost distins cu titlul de viconte de către regele Belgiei. Până la moartea sa, el a fost președinte al Academiei Internaționale de Știință, München și a fost în 1997, unul dintre fondatorii Comisiei Internaționale pentru Educație la Distanță (COD)..
În anul 2003 a fost unul din cei 22 de laureați ai Premiului Nobel care au semnat Manifestul Umanist.

## Cercetare
Prigogine este cel mai bine cunoscut pentru definiția sa dată structurilor disipative și rolul lor în termodinamica sistemelor departe de echilibru, o descoperire care i-a adus Premiul Nobel în chimie în 1977. În rezumat, Ilya Prigogine a descoperit că importul și disiparea de energie în sisteme chimice ar putea inversa maximizarea entropiei, regulă impusă de legea a doua a termodinamicii.

### Teoria structurilor disipative
Teoria structurilor disipative a condus la o cercetare de pionierat în sistemele cu auto-organizare, precum și la investigații filozofice privind formarea complexității pe entități biologice și căutarea unui rol creator și ireversibil al timpului în științele naturale. A se vedea, în acest sens, și criticile lui Joel Keizer și Ronald Fox.
Cu profesorul Robert Herman, el a dezvoltat, de asemenea, baza modelului celor două fluide, un model de trafic în  ingineria traficului pentru rețelele urbane, analog cu modelul celor două fluide în mecanica statistică clasică.
Conceptul formal al lui Prigogine al autoorganizării a fost folosit de asemenea ca o "punte complementară" între Teoria Generală a Sistemelor și termodinamică, conciliind nebulozitatea unor importante concepte ale teoriei sistemelor cu rigoarea științifică.

### Lucrând pe probleme nerezolvate în fizică
În ultimii ani, munca lui s-a concentrat pe rolul fundamental al indeterminismului în sisteme neliniare atât nivel clasic cât și cuantice. Prigogine și colegii săi au propus o extensie a spațiului Liouville din mecanica cuantică. Un spațiu Liouville  este un spațiu vectorial format din setul (autoadăugat) al operatorilor liniari, echipat cu un produs interior, care acționează pe un spațiu Hilbert. Există o hartă a fiecarui operator liniar în spațiul Liouville, deși nu fiecare autoadăugat operator de spațiu Liouville are corespondent în spațiul Hilbert, și în acest sens spațiul Liouville are o structură mai bogată decât spațiul Hilbert. Propunerea extensiei spațiului Liouville a lui Prigogine și a echipei sale în scopul pentru a rezolva problema săgeții timpului în termodinamică și problema măsurării în mecanica cuantică.
Prigogine este co-autorul mai multor cărți cu Isabelle Stengers, inclusiv Sfârșitul  Certitudinii și Noua Alianță (Ordine din Haos).

## Vezi și
- Lista laureaților evrei ai Premiului Nobel
- Teoria sistemelor